# هوموسیتریک اسید
هوموسیتریک اسید (به انگلیسی: Homocitric acid) با فرمول شیمیایی C۷H۱۰O۷ یک هیدروکسی اسید با شناسه پاب‌کم ۲۸۳۷۱ است که جرم مولی آن ۲۰۶٫۱۵ g/mol می‌باشد. شکل ظاهری این ترکیب، جامد بی رنگ است.هیدروکسی اسیدها گروهی از اسیدهای کربوکسیلیک هستند که یک گروه عاملی هیدروکسیل به آنها افزوده شده است. 